# جیم ریون
جیم ریون (انگلیسی: Jim Ryun؛ زادهٔ ۲۹ آوریل ۱۹۴۷) دونده دو نیمه‌استقامت و سیاستمدار اهل ایالات متحده آمریکا بود.
وی در مسابقات کشوری و بین‌المللی در مجموع برندهٔ ۱ مدال نقره شده‌است.